# بولشوی تیوترس
بولشوی تیوترس (انگلیسی: Bolshoy Tyuters) یک جزیره در استان لنینگراد کشور روسیه و خلیج فنلاند است.